# Listorp (naturreservat)
Listorp är ett naturreservat i  Söderköpings kommun i Östergötlands län.
Området är naturskyddat sedan 2008 och är 24 hektar stort. Reservatet består av brandpräglad talldominerad gammelskog, med hällmarkstallskog, myrar mossar.